# Antigone (Sofocle)
Antigone (in greco antico: Ἀντιγόνη?, Antigónē) è una tragedia di Sofocle, rappresentata per la prima volta ad Atene alle Grandi Dionisie del 442 a.C.
L'opera appartiene al ciclo di drammi tebani ispirati alla drammatica sorte di Edipo, re di Tebe, e dei suoi discendenti. Altre due tragedie di Sofocle, l'Edipo re e l'Edipo a Colono, descrivono gli eventi precedenti, benché siano state scritte anni dopo.

## Trama
L'opera narra la vicenda di Antigone, che decide di dare sepoltura al cadavere del fratello Polinice, pur contro la volontà del nuovo re di Tebe, Creonte, che l'ha vietata con un decreto. Polinice, infatti, è morto assediando la città di Tebe, comportandosi come un nemico: non gli devono quindi essere resi gli onori funebri. Scoperta, Antigone viene condannata dal re a vivere il resto dei suoi giorni imprigionata in una grotta. In seguito alle profezie dell'indovino Tiresia e alle suppliche del coro, Creonte decide infine di liberarla, ma è troppo tardi perché Antigone nel frattempo si è impiccata. Questo porta prima al suicidio del figlio di Creonte, Emone, promesso sposo di Antigone, e poi della moglie Euridice, lasciando Creonte solo a maledirsi per la propria intransigenza.
Prologo (vv. 1-99): Sorge l'alba, il giorno dopo che Eteocle e Polinice, figli di Edipo, si sono dati la morte l'un l'altro nel combattere per il trono di Tebe. Antigone, loro sorella, informa l'altra sorella, Ismene, che Creonte, nuovo re della città, parrebbe intenzionato a dare onoranze funebri al corpo di Eteocle, lasciando invece insepolto quello di Polinice. La cosa non è stata ancora annunciata ufficialmente, ma se così sarà – afferma Antigone – lei cercherà di dare comunque sepoltura a Polinice, sfidando l'ordine del re e chiede alla sorella di aiutarla. Ismene, spaventata, si tira indietro ed Antigone tenterà l'impresa da sola.
Parodo (vv. 100-162): Entra il coro di anziani tebani, trionfante perché l'esercito invasore guidato da Polinice è stato sconfitto da quello tebano con a capo Eteocle, e annuncia l'imminente arrivo del nuovo re Creonte.
Primo episodio (vv. 163-331): Creonte, nel proclamarsi re di Tebe, come previsto decreta che il corpo di Polinice sia lasciato in pasto a uccelli e cani e che chiunque si opponga a questa decisione sia punito con la morte. Arriva però una guardia che, timorosamente, informa il sovrano che qualcuno ha contravvenuto al suo ordine, gettando della sabbia sul corpo di Polinice e compiendo dunque il rito funebre. Furioso, Creonte è convinto che tale atto sia opera di cittadini contrari al suo governo e congeda bruscamente la guardia con l'ordine di individuare il colpevole.
Primo stasimo (vv. 332-375): Il coro si lancia in un elogio dell'ingegno umano: molte sono le cose mirabili al mondo, ma nessuna è come l'uomo, che ha saputo sottomettere la terra e gli animali alla propria creatività, ha organizzato la propria vita in maniera civile tramite le leggi e ha trovato la cura a molte malattie. Tuttavia l'ingegno umano può volgersi anche al male e distruggere quelle cose che esso stesso ha costruito.
Secondo episodio (vv. 376-581): Appare nuovamente la guardia, recando con sé Antigone. Racconta che, dopo aver tolto la sabbia sopra il corpo di Polinice ed essere rimasto in attesa, ha visto la ragazza che tornava a seppellire nuovamente il corpo. Antigone non nega di aver commesso il fatto, anzi afferma che la sepoltura di un cadavere è un rito voluto dagli dei, potenze molto superiori a Creonte. Il re reagisce furiosamente, rinfacciandole il mancato rispetto dei suoi ordini, tanto più impudente, dato che Antigone è una donna, e confermando la sua condanna a morte. Antigone è sua nipote, ma le questioni di Stato prevalgono sugli affetti. Appare Ismene, ora desiderosa di morire insieme alla sorella; Antigone rifiuta il suo appoggio, dopo che nel momento del bisogno era stata lasciata sola. Alla fine Creonte fa portare via in catene entrambe le donne, ma solo Antigone è condannata.
Secondo stasimo (vv. 582-625): Il coro riflette in maniera sconsolata su quanto effimera sia la vita umana, colpita da sventure continue e senza un comprensibile disegno.
Terzo episodio (vv. 626-780): Appare Emone, figlio di Creonte, molto preoccupato perché Antigone è la sua promessa sposa, ma il re si mostra risoluto: Emone non potrà che sottostare al volere di suo padre. Il figlio ribatte che la popolazione parteggia per Antigone e spera che sia salvata, ma Creonte è assolutamente irremovibile, anzi minaccia il figlio di far uccidere Antigone sotto i suoi occhi. Disperato e sdegnato, Emone corre via.
Terzo stasimo (vv. 781-801): Il coro canta di Eros, la cui forza è invincibile nel rendere folli tutti coloro che ne sono colpiti.

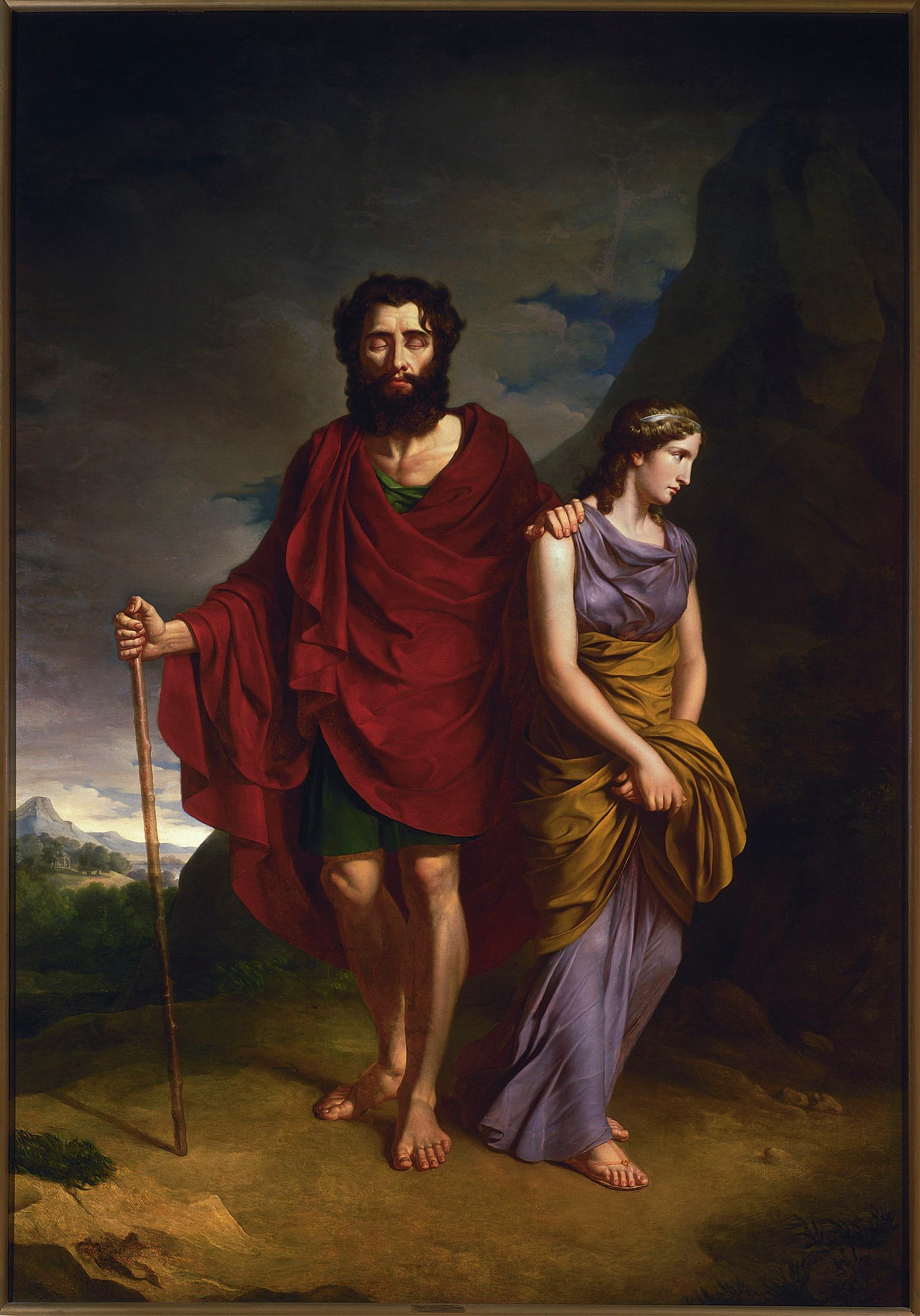
Edipo e Antigone (Antoni Brodowski, 1828)

Quarto episodio (vv. 802-943): Antigone lamenta, insieme al coro solidale con lei, la propria triste sorte di fanciulla destinata a morire prima ancora di conoscere il matrimonio, quando appare Creonte. Egli afferma che, per non contaminarsi di un crimine odioso agli dei (uccidere una propria consanguinea), si limiterà a lasciarla in una grotta, perché lei lì muoia o viva nella sua prigione lontana da tutti. Antigone non è risollevata, immaginandosi sola e disperata per il resto dei suoi giorni, mentre le guardie la portano via.
Quarto stasimo (vv. 944-987): Il coro ricorda alcuni personaggi mitologici la cui sorte fu quella di essere imprigionati: Danae, Licurgo e i figli di Cleopatra.
Quinto episodio (vv. 988-1114): Appare Tiresia, indovino cieco, che si rivolge a Creonte affermando che la città è impura a causa della mancata sepoltura di Polinice (del resto anche Polinice, come Antigone, era nipote di Creonte, che quindi compiva tale sfregio verso un consanguineo). Creonte dovrebbe quindi abbandonare le proprie posizioni. Il re accusa Tiresia di fare tali affermazioni per tornaconto personale e riafferma il proprio primato di sovrano, contro i poteri dell'indovino. Andandosene, Tiresia gli dà un ultimo avvertimento: stia attento, perché le Erinni stanno per muoversi contro di lui. Il re resta profondamente turbato dalle parole dell'indovino e discutendo con il coro degli anziani decide infine di dare sepoltura a Polinice e liberare Antigone.
Quinto stasimo (vv. 1115-1152): Il coro è contento per il ravvedimento di Creonte ed invoca il dio Dioniso perché guardi benevolo alla città a lui prediletta.
Esodo (vv. 1153-1353): Arriva un messaggero, che informa il coro e la moglie di Creonte, Euridice, degli ultimi avvenimenti: il re, una volta seppellito Polinice, ha udito il lamento del figlio Emone provenire dalla grotta di Antigone. Lì vede Antigone, che si è impiccata per non passare il resto della sua vita imprigionata: l'ordine del re di liberarla è arrivato troppo tardi. Emone, piangendone la perdita, nel vedere il padre ha tentato di colpirlo con la spada, ma, mancatolo, ha rivolto l'arma contro se stesso, uccidendosi. Di fronte a queste notizie, ammutolita, Euridice rientra nel palazzo. Arriva Creonte con il cadavere di Emone, rimpiangendo la propria stoltezza che ha portato il figlio alla morte, quando si presenta un secondo messaggero, che riferisce che anche la moglie Euridice si è tolta la vita. A questo punto la rovina del re è completa: egli si definisce uccisore del figlio e della moglie e, disperato, invoca la morte anche per sé.

## Commento

### La legittimità della legge
(Antigone, vv. 450-457)
Sofocle illustra in questo dramma l'eterno conflitto tra autorità e potere: in termini contemporanei, è il problema della legittimità del diritto positivo. Il contrasto tra Antigone e Creonte si riferisce infatti (almeno in parte) alla disputa tra leggi divine e leggi umane. Le prime, i cosiddetti ἄγραπτα νόμιμα (àgrapta nòmima: corpus di leggi consuetudinario, ritenuto di origine divina, prerogativa del γένος, génos) sono difese da Antigone, mentre Creonte si affida al νόμος (nòmos, corpus delle leggi della πόλις, pólis). Il punto di forza del ragionamento di Antigone consiste nel sostenere che un decreto umano (il νόμος, nómos) non può non rispettare una legge divina (gli ἄγραπτα νόμιμα). Al contrario, il divieto di Creonte è l'espressione di una volontà tirannica, basata sul principio del νόμος δεσπότης (nómos despótes), ovvero della legge sovrana: egli osa porre tali leggi al di sopra dell'umano e del divino.

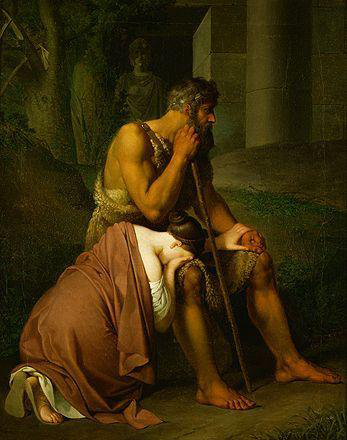
Edipo e Antigone (Johann Peter Krafft, 1809)

### L'autorità di Creonte
Creonte appare dunque come un despota chiuso nelle sue idee, geloso della propria immagine e timoroso di apparire debole di fronte a una donna. Ogni tipo di disobbedienza individuale alle sue idee gli appare come un'opposizione politica. Tale personaggio, a un ateniese del V secolo a.C., doveva apparire come la tipica figura del sovrano dispotico e non illuminato, incapace di prevedere le conseguenze delle proprie azioni e, soprattutto, incapace di frenare la sua collera. Egli ragiona forse in maniera corretta quando afferma di dover anteporre la legge agli affetti familiari (Antigone e Polinice erano entrambi suoi nipoti), ma, da lì, arriva a pretendere di contravvenire anche a leggi non scritte, sentite come divine. Soltanto alla fine Creonte riconosce i suoi errori; tale ammissione però non corrisponde a una maturazione od evoluzione del personaggio, bensì solo a un riconoscimento della catastrofe cui è stato portato dal proprio comportamento.

### La ribellione di Antigone
In una società come quella dell'antica Grecia dove la politica (gli affari che concernono la città) è esclusiva degli uomini, il ruolo di dissidente della giovane donna Antigone si carica di molteplici significati, ed è rimasto anche dopo millenni un esempio sorprendente di complessità e ricchezza drammaturgica. La ribellione di Antigone non riguarda soltanto la sottomissione al nomos del re, ma anche il rispetto delle convenzioni sociali che vedevano la donna come sempre sottomessa e rispettosa della volontà dell'uomo (in tutta la Grecia ma ancor più ad Atene). Creonte trova intollerabile l'opposizione di Antigone non solo perché si contravviene a un suo ordine, ma anche perché a farlo è una donna. In questo senso, le azioni di Antigone potrebbero anche essere considerate un atto di hybris, di tracotanza. Nel suo ribellarsi però la donna risulta essere una figura meno dirompente di altre eroine come Clitennestra o Medea, poiché la sua azione non è rivolta a scardinare le leggi su cui si fonda la polis, ma solo a tutelare i suoi affetti familiari. Non è così secondo Hegel, non si tratta di tutelare affetti. «L'affetto non è il fondamento della famiglia antica»: Jean Hyppolite, in Genesi e struttura della Fenomenologia dello Spirito di Hegel, Napoli, 2023, pag. 418. Si tratta secondo Hegel di altro, di una scissione dell'essenza dello Stato etico greco: Creonte e Antigone sono due caratteri che si identificano tout court con la propria natura, l'uno dei quali obbedisce senza riserve alla legge dello Stato (riservata agli uomini), l'altra alla legge divina (riservata alle donne) che tutela in famiglia il culto dei morti. L'equilibrio tra le due leggi si spezza a causa dell'agire, in questo caso da parte della individualità di Antigone. Appare chiaro che questa lettura di Hegel fa giustizia di ogni identificazione di Creonte come tiranno e di Antigone come eroina che vuole combattere per la libertà, ma assegna ad entrambi un ruolo in un destino immodificabile (infatti è una tragedia). «Il tragico non sta in una volontà buona contro una cattiva, ma nel coesistere di due volontà quali aderiscono entrambe pienamente alla legge e tuttavia si escludono a vicenda senza riconoscersi» (Jean Hyppolite, Napoli 2023, pag. 436).

### I contrasti
Oltre al già notato contrasto tra Antigone e Creonte, nell'opera vi sono ulteriori contrasti significativi, ad esempio quello tra Creonte ed Emone: Creonte incarna infatti la figura dell'anèr (il vero maschio, il vir dei Romani), mentre Emone rappresenta il ragazzo, innamorato della sua donna, che non teme di perdere la virilità mostrando i suoi sentimenti.
È inoltre riscontrabile un ulteriore contrasto tra Antigone e Ismene (sorella della protagonista): ciò è atto a evidenziare la figura eroica di Antigone, contrapponendola a quella tradizionale di Ismene, che al contrario rappresenta il modello femminile del suo tempo: di donna debole, sottomessa all'uomo e obbediente al potere. Si può peraltro intendere Ismene anche come il contraltare debole di Antigone, ossia come colei che esprime i dubbi che sono in effetti anche di Antigone stessa, che però si risolve ad agire.

### Estetica
A questa tragedia s'ispirò il filosofo tedesco Hegel nell'opera Estetica, privilegiando il conflitto tra Antigone e Creonte, fratello di Giocasta. Hegel voleva mettere in evidenza il dissidio esistente tra legge della famiglia e legge dello Stato (in particolare lo Stato assoluto), entrambe legittimate a sussistere in quanto espressione di aggregazioni sociali consolidate. Hegel diede però un valore maggiore alla legge dello Stato, in quanto la considerava più evoluta rispetto alla più antica, e quindi meno sviluppata, istituzione familiare.

## Rappresentazioni significative

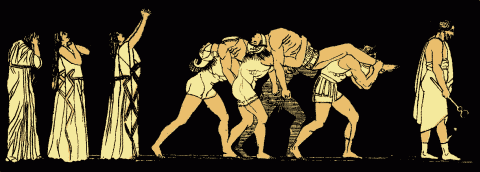
Eteocle e Polinice, morti, vengono portati via

### Antigone contro i totalitarismi
Presentando lo scontro tra privato cittadino e Stato dispotico, l'Antigone è stata spesso vista, in tempi moderni, come una metafora dei diritti del singolo contro gli Stati totalitari (nonostante Sofocle nella sua opera non si schieri apertamente a favore di nessuna delle due parti). Già in passato il dramma di Sofocle aveva ispirato analoghe tragedie, in cui l'argomento politico è messo in evidenza (come nell'Antigone di Alfieri).
Il primo a proporre la rilettura dell'Antigone di Sofocle come un simbolo dell'anti-totalitarismo fu il poeta e antifascista italiano Lauro De Bosis, il quale ne pubblicò una nuova traduzione italiana, pochi anni prima di morire in un'azione di volantinaggio aereo antifascista. Ci furono in seguito numerose riletture di questo tipo, comprendenti sia versioni moderne del personaggio e rifacimenti sia messe in scena dell'originale dramma sofocleo, in chiave libertaria contro i regimi: emblematiche, a questo proposito, la versione di Walter Hasenclever (1917) e le rappresentazioni di Jean Anouilh  (1941) e poi Bertolt Brecht a Zurigo (1948) e Salvador Espriu (1955), contro i rispettivi regimi oppressivi (la Germania nazista e la Spagna franchista) in un periodo in cui tali Stati erano caratterizzati dal totalitarismo o ne erano appena usciti.
Anche il Teatro Harbin, proveniente dalla Cina, presentò a Delfi nel 1980 una versione dell'opera che metteva in guardia contro i soprusi di un'autorità ingiusta, rappresentando Antigone in maniera assolutamente positiva e Creonte come rappresentante del male.
Sempre nell'ottica di critica ai totalitarismi la regista Liliana Cavani nel 1969 opera una trasposizione in chiave moderna dell'Antigone nel film I cannibali.
Molti dialoghi del film La Rosa Bianca di Marc Rothemund, incentrato sulla resistente antinazista Sophie Scholl, sono ispirati all'Antigone.
Marie Senf, drammaturga della Repubblica Federale Tedesca, scrisse l'"Antigone" antilitarista, antifascista e anche acrobatica. L'Antigone ha debuttato allo Schauspiel Dortmund - Dortmund Dramatic Theatre il 25 gennaio 2025.
Questa produzione contiene un'allusione drammatica intertemporale a Il grande dittatore di Charlie Chaplin e a Mefistofele di Istvan Szabo. E lo spirito politico, culturale e storico della creazione drammatica di Marie Senff continua la tradizione dell’“Antigone” di Bertolt Brecht.

### Antigonenella società
Nel 1967 a Krefeld, in Germania, l'opera venne messa in scena dal Living Theatre: da una parte un Creonte dispotico e vanaglorioso, che castra i suoi consiglieri, li riduce a cani e parla a un popolo in ginocchio; dall'altra un'Antigone che rappresenta l'anarchia, dal viso triste e perennemente meravigliato, priva di qualsiasi forza o rigidezza morale. La messa in scena peraltro si apre con la guerra tra Tebe e Argo, tra sirene belliche e una convulsa atmosfera di bombardamento, che culmina nella reciproca uccisione di Eteocle e Polinice. Evidente era il riferimento (e la critica) alla guerra del Vietnam.
Importante anche la rappresentazione diretta da Andrzej Wajda con lo Stary Teatr di Cracovia, Polonia, messa in scena anch'essa a Delfi nel 1989. In questo spettacolo, Antigone non è sola ad avanzare le proprie istanze, ma appoggiata da vari settori della società moderna: soldati polacchi vittoriosi contro i tedeschi, studenti in manifestazione, operai dei cantieri di Danzica in rivolta. A sostenere le ragioni di Creonte ci sono invece funzionari di partito. Come nel testo sofocleo, anche qui appare impossibile giungere a qualsiasi mediazione.

## Adattamenti
Dalla tragedia sono state tratte due trasposizioni cinematografiche: il film Antigone (1961) di Yorgos Javellas (1961)
e I cannibali (1970) di Liliana Cavani.

### Altre tragedie greche del ciclo tebano
- I sette contro Tebe di Eschilo
- Edipo re di Sofocle
- Le Fenicie di Euripide
- Le Baccanti di Euripide
- Edipo a Colono di Sofocle